# جون نيلسون
جون نيلسون (بالإنجليزية: John Nelson (lawyer))‏ (و. 1791 – 1860 م) هو سياسي، ومحام، ودبلوماسي من الولايات المتحدة الأمريكية ولد في فريدريك.
تولى منصب نائب عام الولايات المتحدة .وهو عضو في حزب اليمين .

## التعليم
تعلم في جامعة برنستون.